# A Stitch for Time
Pour plus de détails, voir Fiche technique et Distribution.
A Stitch for Time est un film américain réalisé par Nigel Noble, sorti en 1987.

## Synopsis
Le film s'intéresse à la manière dont les femmes ont utilisé à travers l'histoire leurs compétences en couture pour influencer la politique.

## Fiche technique
- Titre : A Stitch for Time
- Réalisation : Nigel Noble
- Musique : Wendy Blackstone
- Photographie : John Hazard et Sandi Sissel
- Montage : Joan Morris
- Production : Cyril Christo et Barbara Herbich
- Société de production : Peace Quilters Production Company
- Pays :  États-Unis
- Genre : Documentaire
- Durée : 53 minutes
- Dates de sortie : 
  -  États-Unis : 1987

## Distinctions
Le film a été nommé à l'Oscar du meilleur film documentaire.